# マーベル・スタジオ 知られざる秘密
『マーベル・スタジオ 知られざる秘密』（Marvel Studios: Legends）は、マーベル・シネマティック・ユニバース（MCU）に登場するマーベル・コミックのキャラクターに基づいて、ストリーミングサービス「Disney+」で配信されているミニシリーズ。このシリーズではエピソードごとに個々のキャラクターを紹介し、MCUから彼らの顕著な瞬間を強調している。

## エピソード

### シーズン1
| 話数 | シーズン話数 | タイトル                         | MCU関連作品                                                    | 配信日         |
| ---- | ------------ | -------------------------------- | -------------------------------------------------------------- | -------------- |
| 1    | 1            | ワンダ・マキシモフ               | ワンダヴィジョン                                               | 2021年1月8日   |
| 2    | 2            | ヴィジョン                       | ワンダヴィジョン                                               | 2021年1月8日   |
| 3    | 3            | ファルコン                       | ファルコン&ウィンター・ソルジャー                              | 2021年3月5日   |
| 4    | 4            | ウィンター・ソルジャー           | ファルコン&ウィンター・ソルジャー                              | 2021年3月5日   |
| 5    | 5            | バロン・ジモ                     | ファルコン&ウィンター・ソルジャー                              | 2021年3月12日  |
| 6    | 6            | シャロン・カーター               | ファルコン&ウィンター・ソルジャー                              | 2021年3月12日  |
| 7    | 7            | ロキ                             | ロキ シーズン1                                                 | 2021年6月4日   |
| 8    | 8            | 四次元キューブ                   | ロキ シーズン1                                                 | 2021年6月4日   |
| 9    | 9            | ブラックウィドウ                 | ブラック・ウィドウ                                             | 2021年7月7日   |
| 10   | 10           | ペギー・カーター                 | ホワット・イフ...? シーズン1                                   | 2021年8月4日   |
| 11   | 11           | アベンジャーズ計画               | ホワット・イフ...? シーズン1                                   | 2021年8月4日   |
| 12   | 12           | ラヴェジャーズ                   | ホワット・イフ...? シーズン1                                   | 2021年8月4日   |
| 13   | 13           | テン・リングスの伝説             | シャン・チー/テン・リングスの伝説                              | 2021年9月1日   |
| 14   | 14           | ホークアイ                       | ホークアイ                                                     | 2021年11月12日 |
| 15   | 15           | ドクター・ストレンジ             | ドクター・ストレンジ・イン・ザ・マルチバース・オブ・マッドネス | 2022年4月29日  |
| 16   | 16           | ウォン                           | ドクター・ストレンジ・イン・ザ・マルチバース・オブ・マッドネス | 2022年4月29日  |
| 17   | 17           | スカーレット・ウィッチ           | ドクター・ストレンジ・イン・ザ・マルチバース・オブ・マッドネス | 2022年4月29日  |
| 18   | 18           | ソー                             | ソー:ラブ&サンダー                                             | 2022年7月1日   |
| 19   | 19           | ジェーン・フォスター             | ソー:ラブ&サンダー                                             | 2022年7月1日   |
| 20   | 20           | ヴァルキリー                     | ソー:ラブ&サンダー                                             | 2022年7月1日   |
| 21   | 21           | ブルース・バナー                 | シー・ハルク:ザ・アトーニー                                    | 2022年8月10日  |
| 22   | 22           | ティ・チャラ国王                 | ブラックパンサー/ワカンダ・フォーエバー                        | 2022年11月4日  |
| 23   | 23           | シュリ王女                       | ブラックパンサー/ワカンダ・フォーエバー                        | 2022年11月4日  |
| 24   | 24           | 国王親衛隊（ドーラ・ミラージュ） | ブラックパンサー/ワカンダ・フォーエバー                        | 2022年11月4日  |
| 25   | 25           | マンティス                       | ガーディアンズ・オブ・ギャラクシー ホリデー・スペシャル        | 2022年11月23日 |
| 26   | 26           | ドラックス                       | ガーディアンズ・オブ・ギャラクシー ホリデー・スペシャル        | 2022年11月23日 |

### シーズン2
| 話数 | シーズン話数 | タイトル                           | MCU関連作品                                 | 配信日         |
| ---- | ------------ | ---------------------------------- | ------------------------------------------- | -------------- |
| 1    | 27           | アントマン                         | アントマン&ワスプ:クアントマニア            | 2023年2月10日  |
| 2    | 28           | ワスプ                             | アントマン&ワスプ:クアントマニア            | 2023年2月10日  |
| 3    | 29           | ハンク&ジャネット                  | アントマン&ワスプ:クアントマニア            | 2023年2月10日  |
| 4    | 30           | ピーター・クイル                   | ガーディアンズ・オブ・ギャラクシー:VOLUME 3 | 2023年4月28日  |
| 5    | 31           | ガモーラ                           | ガーディアンズ・オブ・ギャラクシー:VOLUME 3 | 2023年4月28日  |
| 6    | 32           | ネビュラ                           | ガーディアンズ・オブ・ギャラクシー:VOLUME 3 | 2023年4月28日  |
| 7    | 33           | ロケット                           | ガーディアンズ・オブ・ギャラクシー:VOLUME 3 | 2023年4月28日  |
| 8    | 34           | クラグリン                         | ガーディアンズ・オブ・ギャラクシー:VOLUME 3 | 2023年4月28日  |
| 9    | 35           | グルート                           | ガーディアンズ・オブ・ギャラクシー:VOLUME 3 | 2023年4月28日  |
| 10   | 36           | ニック・フューリー                 | シークレット・インベージョン                | 2023年6月14日  |
| 11   | 37           | マリア・ヒル                       | シークレット・インベージョン                | 2023年6月14日  |
| 12   | 38           | タロス&スクラル人                  | シークレット・インベージョン                | 2023年6月14日  |
| 13   | 39           | エヴェレット・ロス                 | シークレット・インベージョン                | 2023年6月14日  |
| 14   | 40           | ジェームズ・ローズ                 | シークレット・インベージョン                | 2023年6月14日  |
| 15   | 41           | 時間変異取締局                     | ロキ シーズン2                              | 2023年9月29日  |
| 16   | 42           | 変異体                             | ロキ シーズン2                              | 2023年9月29日  |
| 17   | 43           | キャロル・タンヴァース             | マーベルズ                                  | 2023年11月3日  |
| 18   | 44           | カマラ・カーン                     | マーベルズ                                  | 2023年11月3日  |
| 19   | 45           | モニカ・ランボー                   | マーベルズ                                  | 2023年11月3日  |
| 20   | 46           | ガーディアンズ・オズ・マルチバース | ホワット・イフ...? シーズン2                | 2023年12月15日 |

## リリース
このシリーズは、2021年1月8日から全世界（未上陸の国を除く）のDisney+で配信されている。